# Strawberry Marshmallow
Ichigo Mashimaro (яп. 苺ましまろ Итиго масимаро) — японская манга, нарисованная художником под псевдонимом Барасуи (яп. ばらスィー Бараси:) для журнала Dengeki Daioh в 2002 году. Манга повествует о жизни четырёх школьниц младших классов и о старшей сестре одной из них.
В 2005 году по манге было снято аниме и создана игра для PlayStation 2. Три первоначальных OVA-эпизода были выпущены позже, с февраля по апрель 2007 года, а их продолжение — Ichigo Mashimaro Encore — в 2009 году.

## Сюжет
Ichigo Mashimaro — это история про подруг: Тику, Миу и Мацури, к которым позже присоединяется юная англичанка Ана Коппола, утверждающая в школе, что не может говорить по-японски, хотя живёт в Японии с 5 лет. Единственным основным персонажем старше 12 лет в манге является шестнадцатилетняя сестра Тики, Ито Нобуэ. Она любит пиво и много курит. Кроме того имеет слабость к маленьким девочкам в косплей-костюмах. Она должна была бы присматривать за девочками, однако вместо этого вовсю играет и дурачится с ними. Вместе они переживают массу приключений.

## Персонажи
Нобуэ Ито (яп. 伊藤 伸恵 Ито: Нобуэ) — 16-ти (в манге) летняя ученица первого класса старшей школы (в аниме ей 20 лет), много курит. Для девочек является чем-то средним между старшей сестрой и матерью. Нобуэ заботится о них, однако иногда бывает наоборот. Когда у неё кончаются деньги, она выпрашивает их у своей сестры.
Сэйю: Хитоми Набатамэ
Тика Ито (яп. 伊藤 千佳 Ито: Тика) — младшая сестра Нобуэ, обычно её называют Ти  (яп. 「ちぃ」、「ちぃちゃん」 Ти:тян) или Тика-тян  (яп. 「ちかちゃん」). Ей 12 лет, учится в 6 классе начальной школы, серьёзна и добросовестна. При случае бывает вынуждена призвать к порядку даже Нобуэ, когда та ведет себя слишком по-детски.
Сэйю: Саэко Тиба
Миу Мацуока (яп. 松岡 美羽 Мацуока Миу) — живёт по соседству с сестрами Ито, часто заходит в их дом через окно и выдумывает при случае грубые пошлости, чтобы рассердить своих подруг. Миу очень активна и спортивна. Учится в одном классе с Ти.
Сэйю: Фумико Орикаса
Мацури Сакураги (яп. 桜木 茉莉 Сакураги Мацури) — 11 лет, учится в 5 классе, близкая подруга Тики и Миу. Из-за своей наивности является лёгкой жертвой для атак Миу.
Сэйю: Аяко Кавасуми
Ана Коппола (яп. アナ・コッポラ Ана Коппора, Ana Coppola) — англичанка, но живёт в Японии так долго, что разучилась говорить по-английски, что является тайной для других. В японском «Ана Коппола» созвучно грубому выражению, которое можно перевести как «тупица». Ана очень этого стесняется и скрывает свою фамилию.
Сэйю: Мамико Ното

## Манга
Ichigo Mashimaro выходит с 2002 года отдельными главами в журнале манги Dengeki Daioh. Издательство Media-Works выпускает эти главы в виде танкобонов. К настоящему моменту вышло 7 томов.

## Аниме
Студия Doumu адаптировала мангу в 12-серийный аниме-сериал. При этом персонажи аниме в некоторых деталях отличаются от персонажей манги. К примеру, у Миу с самого начала аниме светлые волосы, собранные в два хвостика, тогда как в начале манги у неё были коротко подстриженные тёмные волосы. Другое отличие состоит в том, что в аниме Нобуэ 20 лет, в манге же она на четыре года моложе.
Серии транслировались с июля по октябрь 2005 года японским телеканалом TBS. В 2007 году были выпущены 3 дополнительных серии в качестве OVA. В 2009 вышли ещё две серии OVA под названием Ichigo Mashimaro Encore (苺ましまろ).

## Другие издания
11 августа 2005 года издательство MediaWorks выпустило игру для PlayStation-2, основанную на манге Ichigo Mashimaro. 27 августа вышла книга Ichigo Mashimaro: Za Kompuri Togaido (苺ましまろ ざ・こんぷり～とがいど).